# Guillermo Flores Avendaño
Guillermo Flores Avendaño (1894 – 1982) foi Presidente interino da Guatemala de 26 de outubro de 1957 a 2 de março de 1958.